# Nemoptera coa
Nemoptera coa là một loài côn trùng trong họ Nemopteridae thuộc bộ Neuroptera. Loài này được Linnaeus miêu tả năm 1758.